# Élodie Bouchez
Élodie Bouchez (Montreuil, 5 de abril de 1973) é uma atriz francesa.

## Carreira
Começou sua carreira como atriz no último filme de Serge Gainsbourg, "Um Homem Desinibido". Bouchez se tornou conhecida pelo público ao interpretar uma adolescente no filme, "Wild Reeds", dirigido por André Téchiné. Com este papel, ainda aos 20 anos, ela ganhou seu primeiro César.
Depois de uma série de atuações, Bouchez foi mais uma vez reconhecida por seu brilhante desempenho no filme de Eric Zonca, "The Dream Life of Angels". Por este papel, ganhou o prêmio de melhor atriz no Festival de Cannes de 1998 (dividido com Natacha Régnier), o European Film Award, o Lumiere Awards e o French César de 1999. "A Vida Sonhada dos Anjos" (La Vie Rêvée des Anges) foi um dos filmes favoritos do público desde a sua primeira exibição no Palácio dos Festivais em Cannes, 1998. As protagonistas do drama, Élodie Bouchez e Natacha Réigner, compartilharam o prêmio de interpretação. Bouchez receberia também o César de melhor atriz da mesma temporada.

## Filmografia
- The Imperialists Are Still Alive! (2010) .... Asya
- Happy Few (2010) .... Teri
- Driving Elodie (2009) .... Elodie
- Seuls two (2008) .... Juliette
- Tel père telle fille (2007) .... Sandra
- Après lui (2007) .... Laure
- Je déteste les enfants des autres (2007) .... Cécile
- Héros (2007) .... Lisa
- Ma place au soleil (2007) .... Julie
- Sorry, Haters (2005) .... Eloise
- Brice de Nice (2005) .... Jeanne
- Shooting Vegetarians (2005) .... Garota do café
- Toi, vieux (2004) .... Elina
- America Brown (2004) .... Rosie
- À quoi ça sert de voter écolo? (2004) .... Angèle
- Stormy Weather (2003/I) .... Cora
- Le pacte du silence (2003) .... Gaëlle / Sarah
- La guerre à Paris (2002) .... Ana Maria
- La merveilleuse odyssée de l'idiot Toboggan (2002)
- Dreams of Trespass (2002)
- Being Light (2001) .... Justine
- Le petit poucet (2001) .... mulher do ogro
- CQ (2001) .... Marlene
- Too Much Flesh (2000) .... Juliette
- La faute à Voltaire (2000) .... Lucie
- The Beatnicks (2000) .... Nica
- Lovers (1999) .... Jeanne
- Meurtre d'une petite grue (1999)
- Les kidnappeurs (1998) .... Claire
- Louise (Take 2) (1998) .... Louise
- J'aimerais pas crever un dimanche (1998) .... Térésa
- Zonzon (1998) .... Carmen
- La vie rêvée des anges (1998) .... Isabelle 'Isa' Tostin
- Je veux descendre (1998)
- Flammen im Paradies (1997) .... Georgette/Juliette
- Le ciel est à nous (1997) .... Lola/Marguerite
- La divine poursuite (1997) .... Angèle
- C'est Noël déjà (1997) .... vendedora de crêpes
- Les fantômes du samedi soir (1997) (voz)
- The Proprietor (1996)
- À toute vitesse (1996) .... Julie
- Clubbed to Death (Lola) (1996) .... Lola
- Mademoiselle Personne (1996)
- Le plus bel âge… (1995) .... Delphine
- Les roseaux sauvages (1994) .... Maïté Alvarez
- Le péril jeune (1994) .... Sophie
- Les mots de l'amour (1994) .... menina
- Le cahier volé (1993) .... Virginie
- Tango (1993) .... menina no avião
- Tous les garçons (1992)
- Stan the Flasher (1990) (as Elodie) .... NatachaReferências

1. ↑  «Elodie Bouchez - Vogue.it» (em italiano)